# Ледокол-2
«Ледоко́л-2» (каз. Ледокол-2) — казахстанское речное ледокольно-пожарное судно проекта Р-47А-90-4. Крупнейшее аварийно-спасательное судно в акватории Иртыша. Бортовой номер — ВИ-1-52. Отстаивается у причала «Аблакетка» в городе Усть-Каменогорске (Восточный Казахстан).

## Характеристики
Ледокольно-пожарное судно «Ледокол-2» предназначено для обеспечения навигации на реке Иртыш и на Бухтарминском водохранилище. Заложено на Чистопольском судоремонтном заводе имени 25 лет ТАССР КРП под заводским № 3 в Татарстане.
Выполняет рутинные операции по охране береговой линии, буксировке, толкании, проводке судов в ледовых условиях, тушением пожаров на судах и прилегающих к акватории объектах и территориях. В летний период патрулирует Бухтарминское водохранилище. «Ледокол-2» может преодолевать лёд толщиной до 80 сантиметров.
Кроме того, судно может заниматься десантированием спасателей и эвакуацией пострадавших.
На судне имеются 4 стационарных лафетных стволов (дальность — 80 м), для обеспечения которых установлены 4 пожарных насоса (три производительностью по 160 м/час, один производительностью 40 м/час). Забор воды производится непосредственно с воды, поэтому тушение пожара может осуществляться практически беспрерывно.
В качестве главной силовой установки на судне применены два дизельных двигателя общей мощностью 600 лошадиных сил.

## Капитаны судна
- 2018—? — Михаил Колганов[4]
- 2021—? — Михаил Истомин[6]